# Invasion de Dhi Amr
L’invasion de Dhi Amr (arabe : غزوة ذي أمر), également connue comme le raid sur Ghatafan, survint directement après l’Invasion de Sawiq dans l’année 3 A.H du calendrier islamique, septembre 624,. L’expédition fut lancée par Mahomet après qu’il eut reçu des informations selon lesquelles les tribus Banu Muharib et Banu Talabah planifiaient un raid sur les banlieues de Médine. Mahomet lança ainsi une attaque préventive avec 450 hommes.
Lorsque les ennemis apprirent l’arrivée de Mahomet, ils s’enfuirent précipitamment. Les Musulmans capturèrent un homme qui se convertit à l’Islam et fit office de guide.
Cet événement est mentionné dans la biographie de Mahomet rédigée par Ibn Hisham, et dans d’autres livres historiques,,,.